# Paleoicnología
Paleoicnología (del griego παλαιός, palaios 'antiguo', ἴχνος, ijnos 'huella' y λóγος, logos 'discurso', 'estudio', 'tratado') es una división de la icnología que se encarga del estudio de las estructuras etológicas antiguas, dejadas por organismos del pasado. De hecho, en muchas ocasiones estas estructuras son la única información que disponemos sobre cómo vivían, qué costumbres tenían o cómo se desplazaban estos. No es frecuente encontrar simultáneamente estructuras etológicas y restos del ser vivo que las produjo. Esto hace la asignación de una estructura etológica a un determinado organismo algo bastante difícil. Características de un animal tan importantes como su longitud, peso o centro de gravedad pueden revelarse gracias a icnofósiles.